# Avril 2007

## Actualités du mois

### Dimanche1eravril
- États-Unis : La secrétaire d'État, Condoleezza Rice, prend comme nouveau conseiller, Eliot A. Cohen, un idéologue conservateur, membre du Project for the New American Century et partisan de la manière forte contre l'Iran.
- Pologne : Le nouvel archevêque de Varsovie, Kazimierz Nycz est intronisé.

### Lundi2 avril 2007
- USA : New Century un des plus grands pourvoyeur de prêts subprime passe sous protection chapitre 11. Début de la crise financière des subprimes.
- Ukraine : Le Président Viktor Iouchtchenko annonce la dissolution de Parlement et des élections législatives anticipées pour le 27 mai 2007. Le Premier ministre Viktor Ianoukovytch demande l'annulation de la dissolution et ses partisans installent deux villages de tentes au centre de la capitale.
- Salomon : un séisme frappe le pays, faisant trente morts.

### Mardi3 avril
- Afghanistan : Deux employés français et leurs trois accompagnateurs afghans de l'ONG Terre d'enfance sont enlevés dans l'Ouest du pays. Le lendemain les Talibans revendiquent l'enlèvement.
- Banque mondiale : Les accusations de despotisme révélées par la presse contre le président néoconservateur américain Paul Wolfowitz sont confirmées et détaillées par le syndicat du personnel de l'institution.
- France : Sur la LGV Est Européenne, la SNCF est parvenue à faire rouler un TGV Duplex spécialement préparé, à la vitesse de 574,8 km/h. Ce record s'inscrivait dans le cadre du programme « V150 » visant à dépasser la vitesse de 150 m/s (soit 540 km/h). Cette rame V150 qui était spécialement préparée avec 2 locomotives dont la puissance avait été doublée par rapport au TGV classique, possédait des roues d'un diamètre plus large et un wagon prototype au centre de la rame était équipé de bogies motorisés du futur AGV. Durant la phase d'essais, ce TGV avait déjà atteint la vitesse de 568 km/h. Il s'agissait le 3 avril de faire un record de vitesse homologué.

### Mercredi4 avril
- Iran : Les 15 marins britanniques capturés, le 23 mars dans le golfe Persique par les Pasdarans, sont libérés et rapatriés le 5 avril.
- Christiane Singer, lectrice à l'université de Bâle, puis chargée de cours à l'université de Fribourg, née à Marseille en 1943, décède le 4 avril 2007 à Vienne en Autriche.

### Jeudi5 avril
- France : 
  - À la gare de Paris-Est à Paris, un train de banlieue en provenance de Château-Thierry heurte le butoir à 5 km/h. causant 71 blessés.
  - Bernard Tapie annonce dans Le Point son soutien au candidat Nicolas Sarkozy
- Grande-Bretagne : Le ministère de la Défense autorise les 15 marins à vendre le récit de leur captivité aux journaux, radios et télévisions.

### Vendredi6 avril
- France : Le candidat Jean-Marie Le Pen (Front national), en visite dans la cité du Val d'Argent à Argenteuil, déclare : « Je ne suis pas venu ici faire un safari politico-médiatique. Si certains veulent vous karcheriser (...), nous nous voulons vous aider à sortir de ces ghettos de banlieue où les politiciens français vous ont parqués, pour vous traiter de racaille par la suite. »
- Italie, cinéma : Mort du cinéaste Luigi Comencini (90 ans).

### Samedi7 avril
- Côte d'Ivoire : Constitution du nouveau gouvernement dirigé par le chef des rebelles, Guillaume Soro.

### Dimanche8 avril
- Liban : le chef du Hezbollah, Hassan Nasrallah, lors d'un grand rassemblement, déclare ne pas vouloir la guerre civile. Constatant l'impasse du dialogue avec Fouad Siniora, il déclare ne plus exiger la minorité de blocage au sein du gouvernement et se dit prêt à attendre les élections normalement prévues en 2009, s'il n'y a pas de référendum ou d'élections anticipées.
- France : inauguration de la « Rue du Petit Rapporteur » dans la commune de Montcuq, en hommage à l'émission qui a rendu célèbre ce village.

### Mardi10 avril
- Maroc : à Casablanca, trois terroristes, déjà traqués par la police pour leurs participations présumées aux attentats de 2003 et avec celui du 12 mars dernier dans un cybercafé, se font exploser en tuant un policier et en blessant cinq autres personnes, dont deux policiers. Un quatrième terroriste est abattu par la police.

### Mercredi11 avril 2007
- Algérie, attentats du 11 avril 2007 à Alger : Deux attentats-suicides simultanés à la voiture piégée, l'un contre le Palais du gouvernement au centre d'Alger et l'autre contre le commissariat de la route de l'aéroport, causent la mort de 24 personnes et font 222 blessés, selon les chiffres de la police, alors que le groupe terroriste Al-Qaïda au Maghreb islamique revendique au moins 53 morts.
- Congo démocratique : Le chef de guerre Jean-Pierre Bemba, un des principaux adversaires du Président Joseph Kabila, quitte le pays et se réfugie avec sa famille à Lisbonne (Portugal).
- France : Selon une révélation de l'hebdomadaire Le Canard enchaîné, le Président Jacques Chirac aurait négocié son soutien au candidat Nicolas Sarkozy ; ce dernier s'engageant à porter à dix ans le maximum autorisé pour la durée des instructions judiciaires, ce qui permettrait de soustraire plus facilement le président sortant de toute poursuite. La présidence déclare ses « allégations strictement sans fondement » et Claude Guéant, directeur de campagne de Sarkozy dénonce une « information non fondée ».

### Jeudi12 avril
- Irak : À Bagdad, deux attentats-suicides. Le premier, avec un camion piégé, détruit le pont Al-Sarafiya, l'un des plus fréquentés et cause la mort de 10 personnes. L'autre, détruit la cafétéria du Conseil représentatif (Parlement), situé au cœur de la « zone verte » très protégée, causant la mort de 8 personnes dont 3 députés.

### Vendredi13 avril
- Banque mondiale : le Président américain, George W. Bush, et le secrétaire au Trésor, Henry Paulson, apportent son soutien au président de la Banque mondiale Paul Wolfowitz, accusé de nepotisme.
- Russie : l'oligarque Boris Berezovski, qui vit à Londres, appelle dans un entretien au quotidien britannique The Guardian, à « employer la force » pour « renverser » le régime du Président Vladimir Poutine.
- Vatican : À Rome, le pape Benoît XVI, publie le premier tome d'une vie de Jésus, intitulée Jésus de Nazareth, sous la signature de son nom civil Joseph Ratzinger.

### Samedi14 avril
- France : mort de René Rémond (88 ans), historien et politologue, membre de l'Académie française.
- Maroc : à Casablanca, deux attentats-suicides, un près du consulat des États-Unis et l'autre près de l'école américaine.
- Russie : à Moscou, une manifestation contre le Président Vladimir Poutine est organisée par le mouvement pro-occidental, L'Autre Russie. Elle réunit seulement quelques centaines de personnes, mais à la suite de heurts avec la police, l'ancien champion d'échecs Garry Kasparov est interpelé. Il est relâché dès le lendemain.
- Turquie : à Ankara, à l'appel des mouvements kémalistes, plus de trois cent mille personnes manifestent contre l'éventuelle candidature à la présidence de la République, de Recep Tayyip Erdoğan, le Premier ministre islamiste.

### Dimanche15 avril
- Russie : à Saint-Pétersbourg, une nouvelle manifestation contre le Président Vladimir Poutine est organisée par le mouvement pro-occidental, L'Autre Russie.

### Lundi16 avril 2007
- Côte d'Ivoire-Nations unies : à la suite de l'accord de gouvernement du 7 mars, début du retrait des forces onusiennes déployées depuis 2003 dans la « zone de confiance » séparant le nord du sud du pays (7 500 casques bleus et 3 500 soldats français sous mandat de l'ONU).
- Virginie : La fusillade de l'université Virginia Tech sur le campus de l'Institut polytechnique et université d'État de Virginie, à Blacksburg dans l'État de Virginie fait 32 morts et une trentaine de blessés. L'auteur des coups de feu, Cho Seung-hui, un étudiant d'origine sud-coréenne, est tué.

### Mardi17 avril
- Japon : le maire de la ville de Nagasaki, Itchō Itō (61 ans) est assassiné en pleine rue sur ordre de la pègre locale.

### Mercredi18 avril
- France : mort à Paris de l'acteur Jean-Pierre Cassel (74 ans).
- Roumanie : Le Parlement suspend de ses fonctions le Président Traian Băsescu en conflit avec le Premier ministre libéral Călin Popescu-Tăriceanu.

### Vendredi20 avril 2007
- Afghanistan : les Talibans menacent le gouvernement français d'exécuter les deux otages de l'ONG Terre d'enfance si les soldats français ne sont pas retirés dans une semaine.
- Tunisie : mort de Mokhtar Latiri (81 ans), ancien ingénieur et haut fonctionnaire.

### Samedi21 avril
- Iran : le porte-parole des étudiants de l'université Amir-Kabir de Téhéran, Babak Zamanian, est arrêté « pour avoir porté atteinte à la sécurité de l'État ». Il sera libéré après 40 jours dans la prison d'Evin où il a été torturé.

### Dimanche22 avril 2007
- France : Premier tour du scrutin des élections présidentielles françaises. Les candidats retenus pour le deuxième tour sont Nicolas Sarkozy et Ségolène Royal.

### Lundi23 avril 2007
- France : Éric Besson, ancien secrétaire national du PS, après avoir quitté le Parti socialiste en février et publié un pamphlet sous forme de règlement de comptes contre la candidate Ségolène Royal, rejoint le candidat Nicolas Sarkozy et prend pour la première fois la parole lors de son meeting du Dijon.
- Russie : mort de Boris Eltsine (76 ans), ancien et premier président démocrate du pays.

### Mardi24 avril
- Espace : annonce, par l'équipe de Stéphane Udry, de l'Observatoire de Genève, de la découverte de Gliese 581 c, première exoplanète située dans la zone habitable de son étoile, Gliese 581, à 20,5 années-lumière du Soleil. Il s'agit de la première exoplanète jamais découverte offrant des conditions compatibles avec l'apparition de la vie.
- France : le candidat François Bayrou, arrivé troisième du premier tour de l'élection présidentielle avec 18,5 % des voix, annonce qu'il ne donne pas de consigne de vote pour le second tour.
- Turquie : à la suite des manifestations des mouvements kémalistes, le premier ministre Recep Tayyip Erdoğan se désiste de la candidature présidentielle au profit de son ministre des Affaires étrangères Abdullah Gül.

### Mercredi25 avril
- Dubaï : le gratte-ciel Burj Dubaï atteint la taille du Willis Tower de Chicago pour devenir le plus haut bâtiment du monde.
- États-Unis : 
  - La Chambre des représentants vote un texte débloquant 103 milliards de dollars pour le financement des interventions américaines en Irak. Cependant, il l'assortit de l'exigence, de commencer à rapatrier les troupes d'Irak à partir d'octobre 2007.
  - Économie : Le Dow Jones Industrial Average prend 135,95 points pour atteindre 13 089,89 à la fermeture, c'est la première fois qu'est dépassée la barre des 13 000 points.
- Russie : Funérailles nationales pour l'ancien président Boris Eltsine dans la cathédrale du Christ-Sauveur. Parmi les personnalités présentes, on trouve les anciens présidents américains George H. W. Bush et Bill Clinton.

### Jeudi26 avril
- Écosse : Tony Blair, venu soutenir le Labour pour les élections locales, fait ses adieux à ses partisans au meeting de Kilmarnock.
- États-Unis : 
  - Aéronautique, espace : Premier vol du télescope aéroporté SOFIA à bord d'un Boeing 747.
  - Le Sénat, à la suite de la Chambre des représentants, vote le texte débloquant 103 milliards de dollars pour le financement des interventions américaines en Irak.
  - Le Président George W. Bush annonce qu'il opposera son véto au texte permettant le financement, mais sous condition, de l'intervention américaine en Irak.
- Pakistan : Un attentat-suicide contre le ministre de l'Intérieur, Aftab Ahmad Sherpao cause la mort de 32 personnes.

### Vendredi27 avril
- Russie : Mort de Mstislav Rostropovitch (80 ans), violoncelliste, pianiste et chef d'orchestre de renommée internationale.
- Turquie : Premier tour de l'élection présidentielle au Parlement avec un unique candidat, le ministre islamiste des Affaires étrangères, Abdullah Gül. Le scrutin est boycotté par les députés de l'opposition ce qui a empêché que le quorum soit atteint.

### Samedi28 avril
- Afghanistan : Céline Cordelier, une des deux membres de l'ONG Terre d'enfance, enlevés le 3 avril par les Talibans, est libérée.

### Lundi30 avril 2007
- France : Mort de Grégory Lemarchal (gagnant de la quatrième saison de Star Academy) des suites d'une mucoviscidose. Il est enterré au cimetière de Sonnaz.

## Thématique

### Météorologie
Ce mois d'avril aura été le plus chaud jamais enregistré en France depuis le début des relevés météo. L'ensoleillement est très excédentaire sur une grande partie de la France, les températures y sont 4 à 5 °C au-dessus des normes.